# Mário Schenberg (detektor)
Mario Schenberg (Detektor gravitačních vln nebo brazilský gravitonový projekt<) je kulovitý, rezonanční detektor gravitačních vln provozovaný ústavem fyziky univerzity Sao Paulo, pojmenovaný po Máriu Schenbergovi. Je podobný nizozemskému detektoru MiniGRAIL, jeho hmotnost je 1,15 tuny, průměr 65 cm a je postaven v kryogenní vakuové kabině, kde je teplota držena na úrovni 20 mK. Senzory pro tento detektor jsou vyvíjeny v Národním institutu pro výzkum vesmíru (INPE) v Sao José dos Campos.